# Crveno Brdo (Lukavac)
Crveno Brdo es un pueblo en el municipio de Lukavac, Bosnia y Herzegovina.

## Demografía
Según el censo de 2013, su población era de 1273 habitantes.
| Etnicidad         | Número | Porcentaje |
| ----------------- | ------ | ---------- |
| Bosníacos         | 1,173  | 92,1%      |
| Croatas           | 15     | 1,2%       |
| Serbios           | 8      | 0,6%       |
| Otro/no declarado | 77     | 6,0%       |
| Total             | 1,273  | 100%       |